# Division 1 1948-49
La Division 1 1948-49 fue la 11.ª temporada del fútbol francés profesional. Stade de Reims se proclamó campeón con 48 puntos, obteniendo su primer título.

## Equipos participantes
| - AS Cannes - SR Colmar - Lille OSC - Olympique de Marsella - FC Metz - SO Montpellier - FC Nancy - OGC Nice - RC Paris |  | - Stade de Reims - Stade Rennais UC - CO Roubaix-Tourcoing - AS Saint-Étienne - FC Sète - FC Sochaux-Montbéliard - Stade Français FC - RC Strasbourg - Toulouse FC |

## Tabla de posiciones
| Pos. | Equipo                 | Pts. | PJ | G  | E  | P  | GF  | GC | Dif. | Clasificación                |
| ---- | ---------------------- | ---- | -- | -- | -- | -- | --- | -- | ---- | ---------------------------- |
| 1    | Stade de Reims (C)     | 48   | 34 | 22 | 4  | 8  | 90  | 54 | +36  | Clasificado a la Copa Latina |
| 2    | Lille OSC              | 47   | 34 | 21 | 5  | 8  | 102 | 40 | +62  |                              |
| 3    | Olympique de Marsella  | 42   | 34 | 18 | 6  | 10 | 95  | 58 | +37  |                              |
| 4    | Stade Rennais UC       | 41   | 34 | 16 | 9  | 9  | 61  | 49 | +12  |                              |
| 5    | FC Sochaux-Montbéliard | 38   | 34 | 16 | 6  | 12 | 64  | 52 | +12  |                              |
| 6    | RC Paris               | 36   | 34 | 14 | 8  | 12 | 71  | 56 | +15  |                              |
| 7    | OGC Nice               | 36   | 34 | 13 | 10 | 11 | 60  | 58 | +2   |                              |
| 8    | AS Saint-Étienne       | 35   | 34 | 13 | 9  | 12 | 68  | 72 | −4   |                              |
| 9    | Toulouse FC            | 34   | 34 | 16 | 2  | 16 | 56  | 53 | +3   |                              |
| 10   | Stade Français FC      | 32   | 34 | 10 | 12 | 12 | 59  | 72 | −13  |                              |
| 11   | SR Colmar (D)          | 31   | 34 | 12 | 7  | 15 | 61  | 78 | −17  | Descenso a Division 2        |
| 12   | SO Montpellier         | 29   | 34 | 12 | 5  | 17 | 57  | 71 | −14  |                              |
| 13   | CO Roubaix-Tourcoing   | 29   | 34 | 11 | 7  | 16 | 55  | 89 | −34  |                              |
| 14   | FC Sète                | 29   | 34 | 10 | 9  | 15 | 34  | 58 | −24  |                              |
| 15   | FC Nancy               | 28   | 34 | 11 | 6  | 17 | 53  | 69 | −16  |                              |
| 16   | FC Metz                | 26   | 34 | 10 | 6  | 18 | 60  | 79 | −19  |                              |
| 17   | RC Strasbourg          | 26   | 34 | 10 | 6  | 18 | 40  | 68 | −28  |                              |
| 18   | AS Cannes (D)          | 25   | 34 | 10 | 5  | 19 | 42  | 62 | −20  | Descenso a Division 2        |

 Fuente: footballdatabase.eu
Notas:
1. ↑  Campeón de la Copa de Francia
2. ↑  El SR Colmar descendió a Division 2 debido a que renunció a su condición de club profesional.

## Resultados
| Local \ Visitante      | CAN | COL | LIL | MAR  | MET | MON | NAN | NIC | RCP | REI | REN | ROB | SAE | SET | SOC | STF | STR | TOU |
| ---------------------- | --- | --- | --- | ---- | --- | --- | --- | --- | --- | --- | --- | --- | --- | --- | --- | --- | --- | --- |
| AS Cannes              | —   | 4–2 | 1–6 | 1–0  | 1–1 | 3–0 | 4–1 | 1–2 | 2–1 | 1–3 | 1–1 | 3–0 | 1–0 | 0–2 | 1–1 | 4–1 | 1–1 | 2–1 |
| SR Colmar              | 1–1 | —   | 2–2 | 1–1  | 5–1 | 1–3 | 0–2 | 1–2 | 3–0 | 3–3 | 2–2 | 5–0 | 3–1 | 5–1 | 0–3 | 3–0 | 2–1 | 2–0 |
| Lille OSC              | 2–0 | 8–0 | —   | 2–2  | 5–0 | 5–0 | 4–0 | 4–1 | 2–3 | 2–1 | 3–0 | 6–2 | 5–0 | 6–1 | 3–1 | 2–1 | 1–2 | 1–1 |
| Olympique de Marsella  | 1–0 | 7–2 | 2–1 | —    | 4–2 | 6–3 | 3–1 | 2–2 | 3–0 | 3–4 | 1–3 | 4–2 | 6–1 | 3–1 | 3–1 | 1–1 | 5–0 | 4–0 |
| FC Metz                | 2–1 | 2–0 | 3–1 | 1–4  | —   | 2–2 | 2–0 | 2–2 | 1–2 | 2–3 | 1–6 | 3–0 | 2–0 | 0–2 | 4–1 | 2–3 | 3–0 | 2–1 |
| SO Montpellier         | 1–3 | 0–1 | 2–1 | 1–2  | 4–1 | —   | 3–4 | 1–1 | 0–4 | 0–1 | 2–1 | 4–1 | 2–2 | 1–0 | 2–1 | 6–1 | 2–0 | 2–1 |
| FC Nancy               | 1–0 | 1–2 | 0–1 | 3–2  | 2–1 | 1–0 | —   | 1–1 | 3–1 | 0–1 | 1–2 | 1–2 | 4–2 | 3–0 | 2–2 | 3–1 | 3–3 | 2–0 |
| OGC Nice               | 2–0 | 2–0 | 1–2 | 0–5  | 5–2 | 0–0 | 0–0 | —   | 3–0 | 2–2 | 8–0 | 4–2 | 1–0 | 4–1 | 5–4 | 2–2 | 1–0 | 2–1 |
| RC Paris               | 3–0 | 3–3 | 4–3 | 5–4  | 2–2 | 1–1 | 5–1 | 1–1 | —   | 3–1 | 2–3 | 1–1 | 1–2 | 5–1 | 0–1 | 4–0 | 4–2 | 5–0 |
| Stade de Reims         | 5–2 | 1–2 | 2–4 | 2–0  | 6–1 | 6–4 | 3–3 | 6–1 | 1–0 | —   | 4–2 | 1–0 | 2–3 | 2–0 | 2–2 | 4–0 | 2–0 | 3–0 |
| Stade Rennais UC       | 1–0 | 2–0 | 1–1 | 6–1  | 4–3 | 3–0 | 4–0 | 2–0 | 0–0 | 1–0 | —   | 3–1 | 1–3 | 3–1 | 1–0 | 1–1 | 1–1 | 2–0 |
| CO Roubaix-Tourcoing   | 4–0 | 3–2 | 1–4 | 2–10 | 2–2 | 2–3 | 3–1 | 2–1 | 2–2 | 1–5 | 3–2 | —   | 2–2 | 2–1 | 5–1 | 2–2 | 1–0 | 3–1 |
| AS Saint-Étienne       | 3–1 | 5–2 | 2–2 | 4–1  | 3–1 | 0–4 | 4–1 | 2–0 | 3–3 | 2–3 | 1–1 | 6–0 | —   | 0–1 | 1–1 | 2–2 | 5–1 | 4–2 |
| FC Sète                | 1–0 | 3–4 | 1–0 | 1–1  | 1–1 | 2–1 | 1–0 | 3–2 | 0–2 | 1–2 | 0–0 | 0–0 | 1–1 | —   | 3–0 | 1–0 | 0–1 | 0–0 |
| FC Sochaux-Montbéliard | 4–0 | 2–0 | 1–3 | 1–1  | 2–1 | 4–2 | 3–2 | 2–0 | 1–2 | 3–0 | 3–1 | 5–1 | 6–0 | 7–0 | —   | 0–2 | 3–0 | 3–0 |
| Stade Français FC      | 6–3 | 5–2 | 1–0 | 1–0  | 2–6 | 3–0 | 3–3 | 1–1 | 1–0 | 3–5 | 0–0 | 1–1 | 4–1 | 2–2 | 2–2 | —   | 1–1 | 3–1 |
| RC Strasbourg          | 1–0 | 0–0 | 0–6 | 1–2  | 2–1 | 3–0 | 4–2 | 3–1 | 3–1 | 1–4 | 3–0 | 1–2 | 1–2 | 0–0 | 0–3 | 3–2 | —   | 0–1 |
| Toulouse FC            | 1–0 | 7–0 | 1–4 | 2–1  | 1–0 | 4–1 | 2–1 | 3–0 | 2–1 | 2–0 | 2–1 | 2–0 | 5–1 | 0–2 | 3–0 | 4–1 | 5–1 | —   |

Promovidos de la Division 2, quienes jugarán en la Division 1 1949/50:
- RC Lens: Campeón de la Division 2
- Bordeaux: Subcampeón de la Division 2

## Goleadores
| #  | Jugador                 | Nacionalidad    | Club                   | Goles |
| -- | ----------------------- | --------------- | ---------------------- | ----- |
| 1  | Jean Baratte            | Francia         | Lille OSC              | 26    |
| -  | Jozef Humpál            | Checoslovaquia  | FC Sochaux-Montbéliard | 26    |
| 3  | Henri Baillot           | Francia         | FC Metz                | 25    |
| 4  | Jean Grumellon          | Francia         | Stade Rennais UC       | 24    |
| 5  | Pierre Bini             | Francia         | Stade de Reims         | 22    |
| 6  | André Strappe           | Francia         | Lille OSC              | 20    |
| 7  | Georges Moreel          | Francia         | RC Paris               | 19    |
| 8  | Jean-Jacques Kretschmar | Francia         | Roubaix-Tourcoing      | 18    |
| 9  | Marius Walter           | Francia         | Lille OSC              | 17    |
| -  | René Bihel              | Francia         | Olympique de Marsella  | 17    |
| -  | Roger Quenolle          | Francia         | RC Paris               | 17    |
| -  | Antoine Rodriguez       | Francia         | AS Saint-Étienne       | 17    |
| 13 | Pierre Flamion          | Francia         | Stade de Reims         | 16    |
| -  | Georges Sesia           | Francia         | Stade Français FC      | 16    |
| -  | Henri Cammarata         | Francia         | Toulouse FC            | 16    |
| 16 | Georges Dupraz          | Francia         | SR Colmar              | 15    |
| -  | Thadée Cisowski         | Francia Polonia | FC Metz                | 15    |
| -  | Léon Deladerrière       | Francia         | FC Nancy               | 15    |